# Miroslav Milisavljević
Miroslav Milisavljević, srbski general, * 23. julij 1868, † 30. julij 1929.

## Življenjepis
Leta 1888 je diplomiral na Vojaški akademiji v Beogradu in nato še Mihajlovsko artilerijsko akademijo v Rusiji. 
Posledično si je prizadeval in dosegel leta 1909 ustanovitev Artilerijske šole zadevanja; bil je njen prvi poveljnik in predavatelj. Sodeloval je tudi v bojih prve svetovne vojne.